# Abbaye Saint-Joachim-et-Sainte-Anne de Valladolid
Le monastère royal de Saint Joachim et Sainte Anne (en espagnol : Real Monasterio de San Joaquín y Santa Ana) est un monastère catholique cistercien située sur la place Santa Ana de Valladolid, en Espagne. C'est un monastère de religieuses de la Congregación de monasterios de monjas cistercienses de San Bernardo (es) construit à la fin du XVIIIe siècle par Francesco Sabatini selon un style néoclassique. Le monastère possède un musée d'art sacré qui inclut des pièces de valeur de la sculpture baroque espagnole parmi lesquelles une représentation d'un Christ Mort de Gregorio Fernández, et l'église possède trois toiles de jeunesse de Francisco de Goya — les seuls tableaux du peintre conservés en Castille-et-León.

## Protection
Le monastère fait l’objet d’un classement en Espagne au titre de bien d'intérêt culturel depuis le 23 mars 1956.